# Liste der Monuments historiques in Verrières-en-Anjou
Die Liste der Monuments historiques in Verrières-en-Anjou führt die Monuments historiques in der französischen Gemeinde Verrières-en-Anjou auf.

## Liste der Bauwerke
| Bezeichnung        | Beschreibung                           | Standort                        | Kennzeichnung | Schutzstatus | Datum | Bild |
| ------------------ | -------------------------------------- | ------------------------------- | ------------- | ------------ | ----- | ---- |
| Château d’Echarbot | Schloss, erbaut ab dem 17. Jahrhundert | in Saint-Sylvain-d’Anjou (Lage) | PA00109301    | Inscrit      | 1981  |      |

## Liste der Objekte
| Bezeichnung  | Beschreibung          | Standort                        | Kennzeichnung | Schutzstatus | Datum | Bild |
| ------------ | --------------------- | ------------------------------- | ------------- | ------------ | ----- | ---- |
| Glocke Nr. 1 | Bronze, 1933 gegossen | in der Kirche St-Sylvain (Lage) | PM49004131    | Inscrit      | 2013  |      |